# 문용형
문용형(文龍炯, 1920년 10월 4일~1978년 4월 7일)은 대한민국의 제19대 대통령 문재인의 부친이다. 본관은 남평이다.

## 생애
함경남도 함주군 흥남읍 솔안마을 (지금의 함경남도 함흥시) 출신으로 1936년 함흥농업고등학교에 입학하여 1940년 졸업했다.
졸업 이후 함흥 지역에서 함주군 흥남읍사무소 농업계장, 과장을 역임했는데, 1950년 북한 정권 당시 주군청 농무과 과장으로 두 달간 역임하는 동안 부인 강한옥과 만나 결혼하였다.
한국 전쟁 발발 후 흥남 철수 작전 때 아내와 같이 함흥을 떠나 남한 지역으로 피신했으며, 경상남도 거제군(지금의 거제시) 명진리 남정마을에 정착했다. 여기서 자녀들을 낳았다. 거제에서 1951년부터 1953년까지 거제도 포로수용소에서 일을 하였으며, 1960년 문씨 가족은 경상남도 부산시로 이사를 갔다.
1978년 부산시 영도구에서 심정지로 별세하였다.